# Rig e furrow

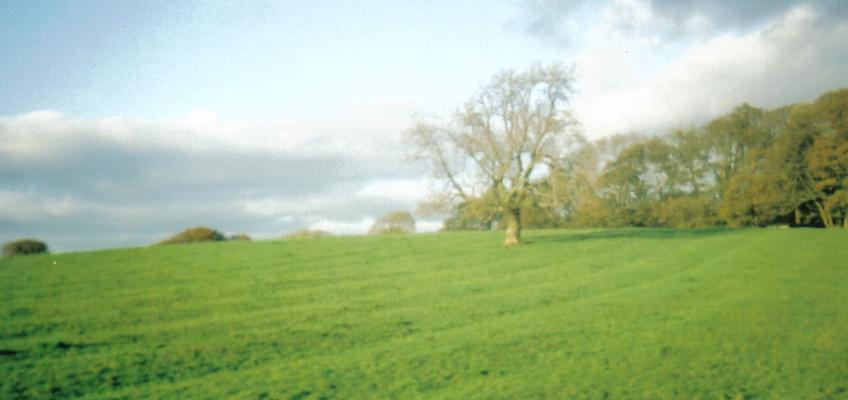
I segni del rig e furrow nel Buchans Field al Wester Kittochside Farm vicino a Glasgow

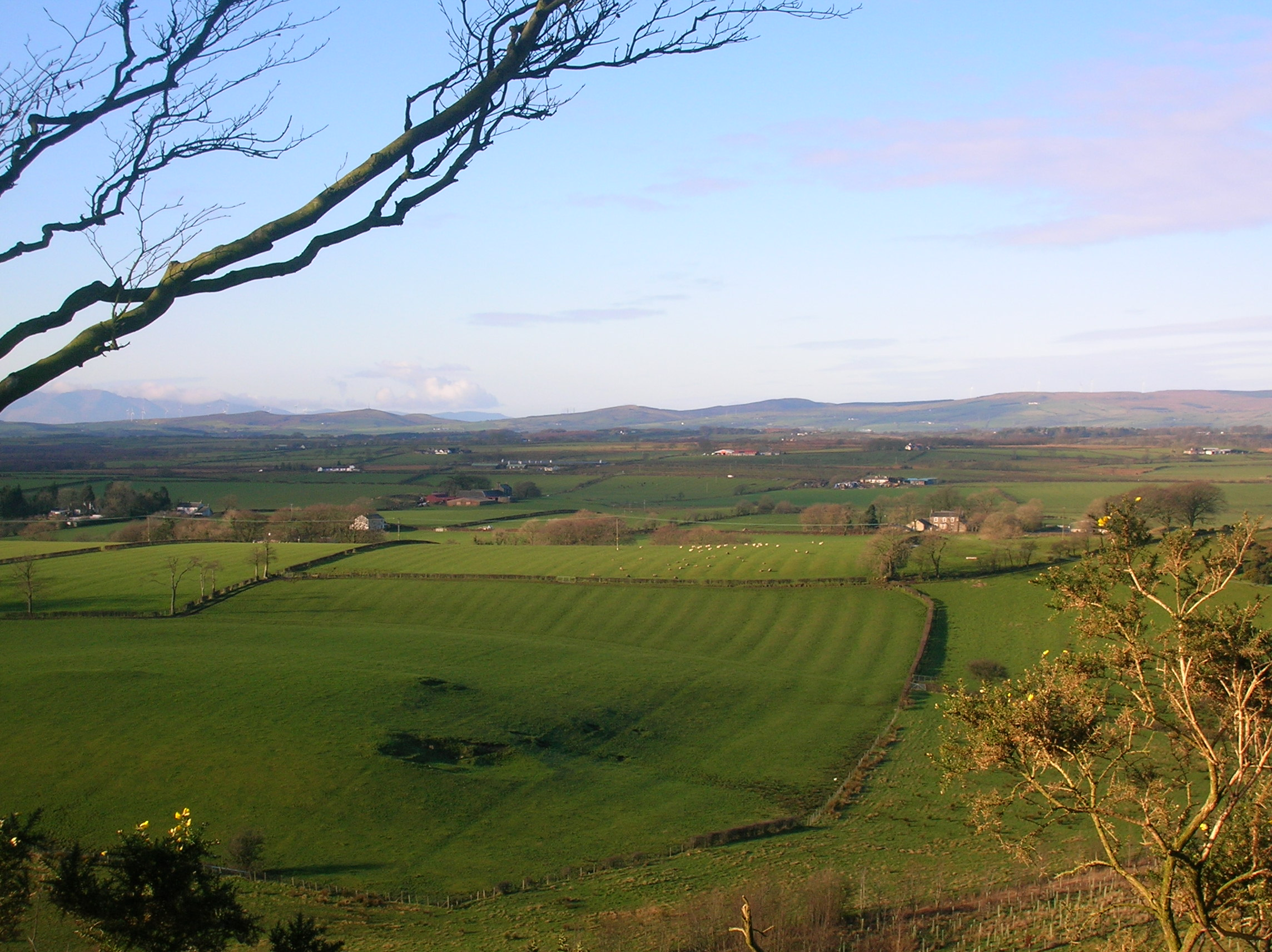
I chiari segni del rig e furrow in un campo vicino Aiket Castle nell'East Ayrshire

Il Rig e furrow (in lingua inglese Rig and furrow) era un tipo coltivazione praticato nelle aree dell'altopiano delle Isole Britanniche, differendo leggermente dal più comune ridge e furrow dal quale esso sembra essere stato modellato, attraverso lo scavo per mezzo della vanga o badile piuttosto che dall'aratro.
La tecnica migliorò il drenaggio creando l'innalzamento delle aree di coltivazione e i furrows (solchi o avvallamenti) per portare via l'acqua. Il sistema dei campi a strisce medievali determinò che i rigs fossero lunghi e sottili. 
Il sistema venne applicato durante i periodi medievali e post-medievali specialmente nella Scozia dove gli esempi di paesaggi corrugati sopravvivono oggi in alcune aree dovuti ai rigs innalzati e ai profondi furrows.